# Pleurochorium cornutum
Pleurochorium cornutum är en svampdjursart som beskrevs av Isao Ijima 1927. Pleurochorium cornutum ingår i släktet Pleurochorium och familjen Euretidae.
Artens utbredningsområde är havet kring Indonesien. Inga underarter finns listade i Catalogue of Life.